# Art Demmas
Arthur George „Art“ Demmas (* 7. Juli 1934 in St. Louis, Missouri; † 6. August 2016 in Nashville, Tennessee) war ein US-amerikanischer Schiedsrichter im American Football, der von der Saison 1968 bis 1969 in der AFL und von der Saison 1970 bis zur Saison 1996 in der NFL tätig war. In der AFL und NFL trug er die Uniform mit der Nummer 78.

## Karriere

### College Football
Vor dem Einstieg in die NFL arbeitete er als Schiedsrichter im College Football in der Southeastern Conference.

### National Football League
Demmas begann im Jahr 1968 seine AFL-Laufbahn als Umpire. Nach der Fusion der AFL und NFL im Jahr 1970 bekleidete er ebenfalls die Position des Umpires in der neuen NFL.
Er war bei insgesamt vier Super Bowls als Umpire im Einsatz: Beim Super Bowl XIII im Jahr 1979 war in der Crew unter der Leitung von Hauptschiedsrichter Pat Haggerty, beim Super Bowl XVII im Jahr 1983 unter der Leitung von Jerry Markbreit, beim Super Bowl XXV im Jahr 1991 unter der Leitung von Jerry Seeman und in Super Bowl XXVIII im Jahr 1994 unter der Leitung von Bob McElwee. Zudem war er Umpire im Pro Bowl 1986.